# Notoniscus helmsii
Notoniscus helmsii is een pissebed uit de familie Styloniscidae. De wetenschappelijke naam van de soort is voor het eerst geldig gepubliceerd in 1901 door Charles Chilton.